# خورش مرغ ترش
خورش مرغ ترش یک نوع از ده‌ها نوع مختلف خورش‌های اصیل است که در شمال ایران در  طبخ آن از گوشت مرغ، لپه، آب غوره، ادویه جات مخصوص و سبزی گشنیز استفاده و با سبزی پلو مصرف می‌شود.